# Basilique Saint-Sixte-le-Vieux de Rome
Pour l’article homonyme, voir Église Saint-Sixte (Montréal).
La basilique Saint-Sixte-le-Vieux (en italien : Basilica di San Sisto Vecchio) est un édifice religieux catholique de Rome située dans le rione Celio, face aux thermes de Caracalla. Construite au IVe siècle la basilique est consacrée à saint Sixte II, pape martyrisé en 258.

## Historique
L'édifice est construit au IVe siècle sous le nom de Titulus Crescentianae, l'église de Crescentia, peut-être une romaine fondatrice de l'église. Selon la tradition, l'église est consacrée par le pape Anastase Ier (399-401). Elle est reconstruite au début du XIIIe siècle par le pape Innocent III. En  1218, l'église est confié à Saint Dominique pour qu'il y rassemble des moniales romaines et leur donne l'aubère règle de vie dominicaine. C'est ainsi que les sœurs bénédictines du monastère voisin de Santa Maria in Tempulo (it)  s'installèrent à Saint-Sixte-le-vieux, emportant avec elles la Madonna attribuée à saint Luc. Sous l'impulsion du pape saint Pie V, les sœurs déménageront ensuite au monastère de saints Dominique et Sixte, donnant le qualificatif "Vecchio" à l'église originelle, emportant avec elle l'icône de la Madone.
L'église actuelle est le résultat des restaurations commandées par le pape Benoît XIII et dirigées par Filippo Raguzzini, (XVIIIe siècle), qui n'a laissé que le clocher roman datant du XIIIe siècle et l'abside de l'église médiévale.
Elle héberge depuis le Ve siècle le titre cardinalice de San Sisto.

## Architecture et décorations
La basilique abrite les reliques de saint Sixte II, évêque de Rome, transférées depuis la catacombe de Saint-Calixte au VIe siècle ainsi qu'un ensemble de fresques du XIIIe siècle illustrant des Scènes du Nouveau Testament et des Apocryphes.

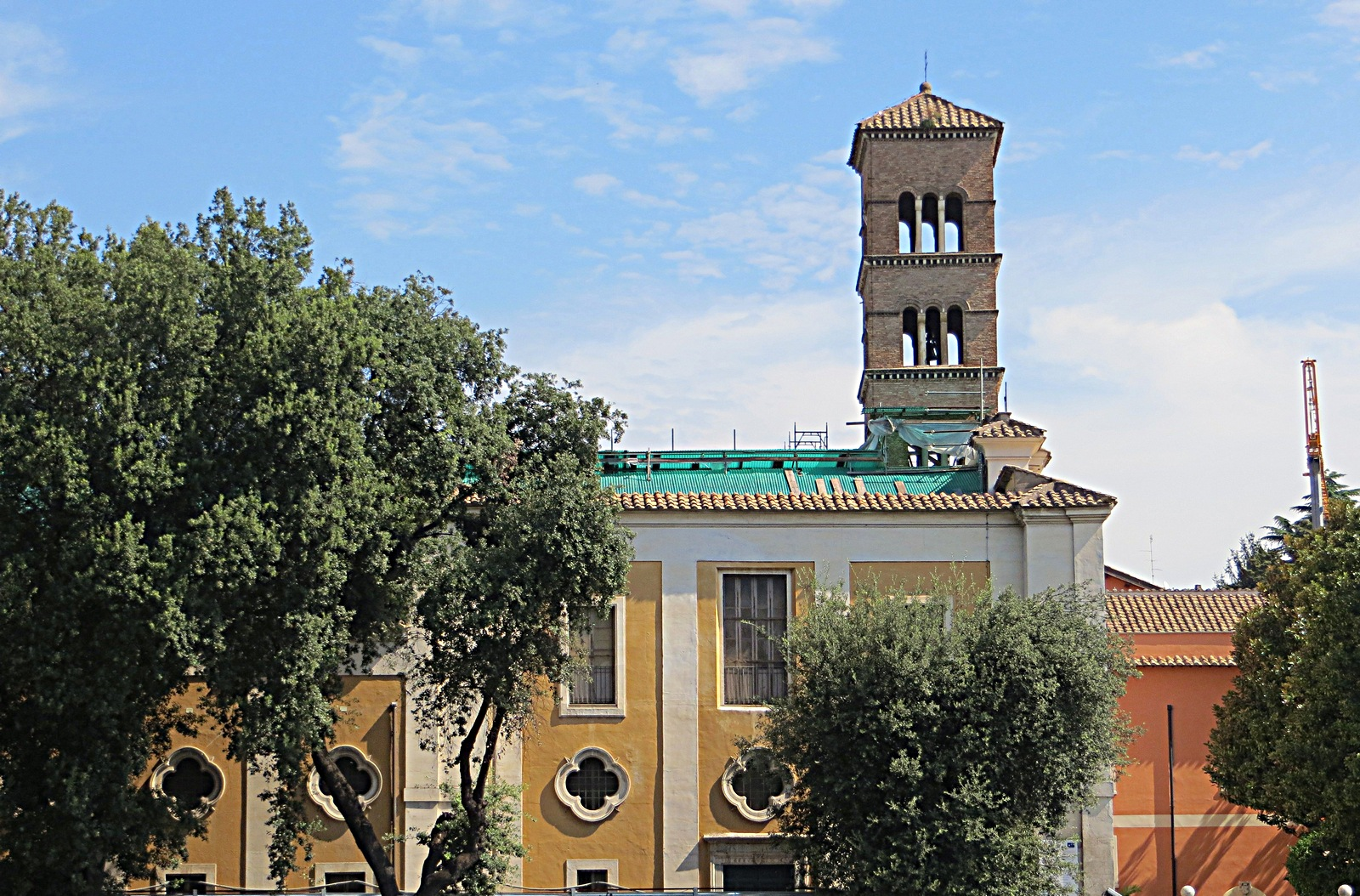
Panorama.
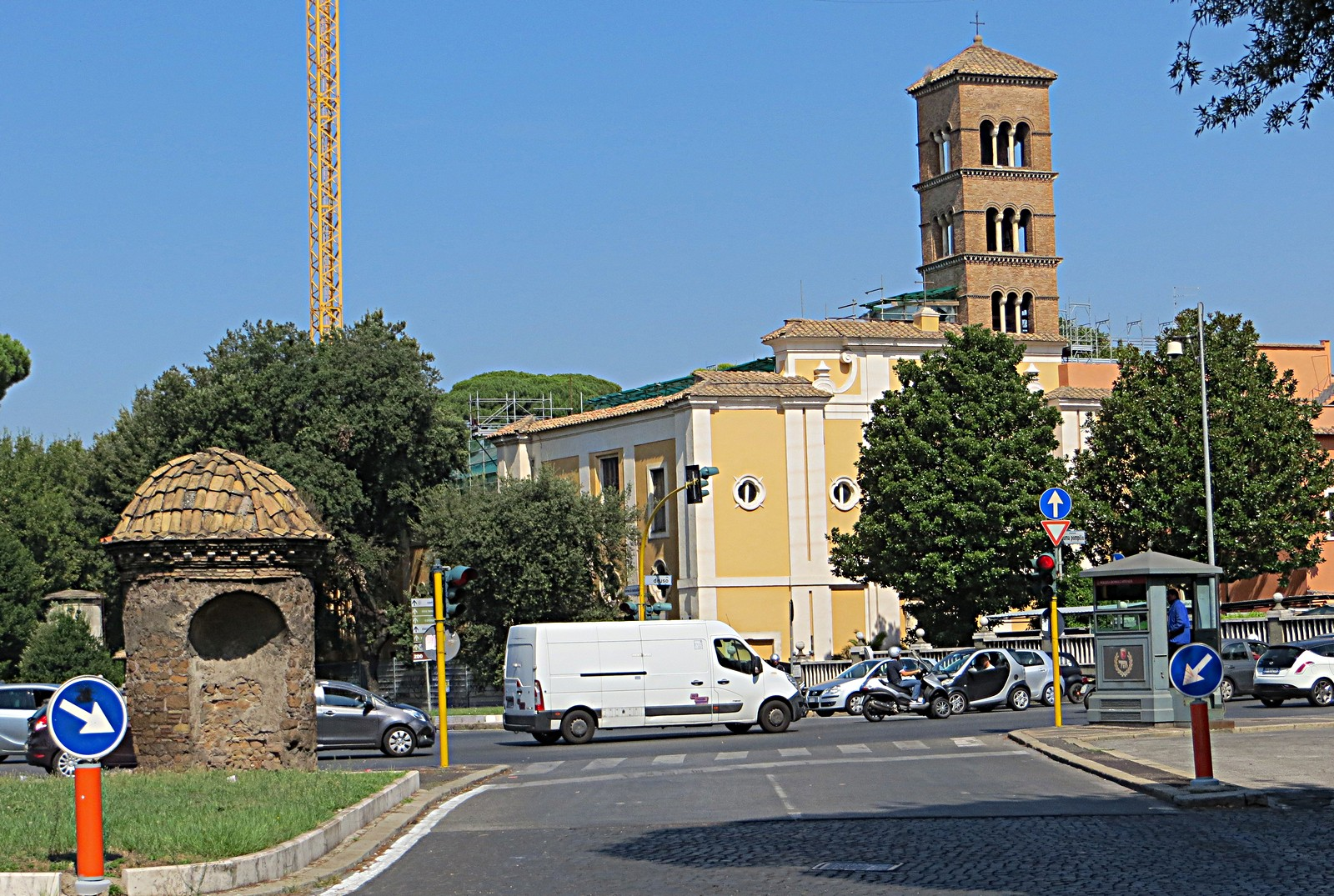

Dans le couvent attenant, on peut observer dans la salle du chapitre les fresques du Père Hyacinthe Besson (en), artiste et missionnaire dominicain français, disciple du Père Lacordaire.